# Roman Cress
Roman Cress (ur. 2 sierpnia 1977 w Kaven) – lekkoatleta z Wysp Marshalla, sprinter, którego specjalizacją jest bieg na 100 metrów. Jego rekord życiowy na tym dystansie wynosi 10,39 s. Na Igrzyskach Mikronezji w 2006 r. zdobył brązowy (Bieg na 100m) i złoty (Bieg na 200m) medal. Uczestniczył również w Igrzyskach Olimpijskich w 2008 roku w Pekinie, ale nie udało mu się awansować do drugiej rundy konkursu.

## Rekordy życiowe
| Dystans | Wynik | Miejsce      | Data            |
| ------- | ----- | ------------ | --------------- |
| 55m     | 6,20  | Collegeville | 3 marca 2000    |
| 60m     | 6,70  | Ames         | 8 grudnia 2000  |
| 100m    | 10,39 | Minneapolis  | 15 maja 1999    |
| 200m    | 21,89 | Santa Rita   | 11 czerwca 1999 |